# Wilhelm August Graah
Wilhelm August Graah (24. oktober 1793 - 16. september 1863) var en dansk søofficer og polarforsker.
Som officer opnåede han i 1840 kaptajnsrangen, men blev året efter stillet uden for nummer.

## Hydrograf ved Island
Allerede i 1821 begyndte han sin virksomhed som hydrograf, idet han foretog en opmålingsrejse til Island, for hvilket arbejde han fik megen ros af daværende admiral Løvenørn. Hans opmåling benyttedes endnu til dels helt frem til begyndelsen af det 20. århundrede, da opmålingen af Syd- og Vestlandet blev fornyet.

## Grønlandsforsker
I 1823 udsendtes han af Rentekammeret, denne gang til Grønland, hvorfra han hjembragte et fortrinligt kort over Vestkysten fra 68 til 73° n. br. med udgivelsen af de første virkelige sejlanvisninger.
I 1828 udsendte regeringen kaptajnløjtnant i marinen W. A. Graah for i konebåd at besejle og udforske Grønlands østkyst til 69° n. br. Den instruks, Graah fik, lød på:
"... så tidligt som muligt i 1829 bryder De op for at begive Dem på den befalede undersøgelsesrejse til 69°, hvor De vender om, og vi pålægger Dem ej at vende om, førend målet er nået, forhindringerne være hvilke som helst."
Rejsen var fuld af besværligheder: tætpakket storis ved Dannebrogsøen, ca. 65° br., forhindrede ekspeditionens videre fremtrængen, og Graah måtte derfor overvintre i Skjoldungen døjende kulde, sygdom og sult. Under hensyn til sin pligtfølelse og i besiddelse af en stærk vilje forsøgte han videre fremtrængen næste forår, men også det mislykkedes. Han tilbragte 3 vintre ved Nanortalik, Nukarbik og Julianehåb. Hungersnøden truede ekspeditionen, indtil den omsider kom til en ø, hvor der fandtes rigeligt med blåbær og krækkebær, hvilke Graah selv udtalte blev deres frelse. Syg og afkræftet kom Graah i efteråret i 1830 til Frederiksdal. Graah havde under ekspeditionen kortlagt en strækning på 550 km hidtil ukendt kyst fra Kap Farvel til 65 1/2° n. br.. Han havde tillige haft den opgave at søge efter spor af Østerbygden, som man endnu troede skulle findes her, men faldt naturligvis intet (den lå på den sydligste vestkyst). Han skrev også en rejsebeskrivelse, "Undersøgelser til Østkysten af Grønland 1828—31". På rejsen deltog geologen Peter Christian Pingel og botanikeren Jens Vahl.
Graah skabte med sin rejse til den grønlandske østkyst en rejseteknik, som senere skulle blive af stor betydning for Holm og Garde's berømte konebådsekspedition i 1883—85 og Amdrups dristige bådrejse fra Angmagssalik til Scoresby Sund i 3—1900.
I 1832 indtrådte Graah i direktionen for det grønlandske handelskompagni, i hvilken han forblev til 1850.

## I Vestindien
I 1837—1838 var han chef for en orlogsbrig i Vestindien, hvor han benyttede tiden til udmærkede korttegninger af disse farvande. I 1818 udgav han et udkast til Danmarks søkrigshistorie.

## Forfatterskab
- W. A. Graah: Undersøgelses Rejse til Østkysten af Grønland med VIII Tavler og l Kaart; Kjøbenhavn 1832. Digital kopi i Det Kgl. Bibliotek Arkiveret 17. januar 2022 hos  Wayback Machine.
- W. A. Graah: Undersøgelses-Rejse til Østkysten af Grønland, efter kongelig Befaling udført i Aarene 1828-31. Med Indledning og Noter ved Kaj Birket-Smith; Nordisk Forlag, København l932. (redigeret genudgivelse)